# Sextus Cornelius Clemens
Sextus Cornelius Clemens war ein römischer Politiker und Senator des 2. Jahrhunderts n. Chr.
Er war Sohn eines Sextus, stammte aus Caesarea in der römischen Provinz Mauretania Caesariensis (Mauretanien) und gehörte der Tribus Palatina an. Zwischen 161 und 169 war er Suffektkonsul. Danach war er als Nachfolger des Marcus Claudius Fronto wohl 170–172 Statthalter der Provinz Tres Daciae im heutigen Rumänien. Er diente unter Kaiser Mark Aurel.
Cassius Dio berichtet, dass zur Zeit von Clemens’ Statthalterschaft in Dakien der vandalische Stamm der Asdingen mit Kind und Kegel über die Grenze zog, um Wohnsitze in Dakien zu bekommen. Clemens verweigerte dies, nahm jedoch die Frauen der asdingischen Krieger unter seinen Schutz, während diese das Land der Kostoboken eroberten. Dies gelang ihnen zwar, sie wurden dann aber ihrerseits von den Lakringen besiegt und bedrohten weiterhin römisches Gebiet. Schließlich schlossen sie einen Vertrag mit Kaiser Mark Aurel, der ihnen Land und Geld zugestand und sie so befriedete.